# Lakota (Iowa)
Lakota és una població dels Estats Units a l'estat d'Iowa. Segons el cens del 2000 tenia 255 habitants.

## Demografia
Segons el cens del 2000, Lakota tenia 255 habitants, 118 habitatges, i 71 famílies. La densitat de població era de 518,2 habitants/km².
Dels 118 habitatges en un 25,4% hi vivien nens de menys de 18 anys, en un 52,5% hi vivien parelles casades, en un 6,8% dones solteres, i en un 39,8% no eren unitats familiars. En el 38,1% dels habitatges hi vivien persones soles el 22,9% de les quals corresponia a persones de 65 anys o més que vivien soles. El nombre mitjà de persones vivint en cada habitatge era de 2,16 i el nombre mitjà de persones que vivien en cada família era de 2,85.
Per edats la població es repartia de la següent manera: un 24,3% tenia menys de 18 anys, un 6,7% entre 18 i 24, un 23,5% entre 25 i 44, un 21,2% de 45 a 60 i un 24,3% 65 anys o més.
L'edat mediana era de 41 anys. Per cada 100 dones de 18 o més anys hi havia 94,9 homes.
La renda mediana per habitatge era de 27.917 $ i la renda mediana per família de 43.500 $. Els homes tenien una renda mediana de 30.357 $ mentre que les dones 18.750 $. La renda per capita de la població era de 18.572 $. Entorn del 14,7% de les famílies i el 19,4% de la població estaven per davall del llindar de pobresa.

## Poblacions més properes
El següent diagrama mostra les poblacions més properes.